# 이재한 (영화 감독)
이재한(李宰漢, 1971년 ~ )은 한국의 영화 감독이다. 영어이름은 John H. Lee이다.

## 학력
- 뉴욕대학교 영화학과

## 영화
- 《인천상륙작전》(2016년)
- 《제3의 사랑》(2015년)
- 《포화 속으로》(2010년)
- 《사요나라 이츠카》(2009년)
- 《내 머리 속의 지우개》(2004년)
- 《컷 런스 딥》(1998년)

## 수상
- 2010년 제30회 한국예술평론가 협의회 올해의 최우수 예술가상
- 2010년 제18회 춘사대상영화제 심사위원 특별작품상